# Cyclocross Otegem

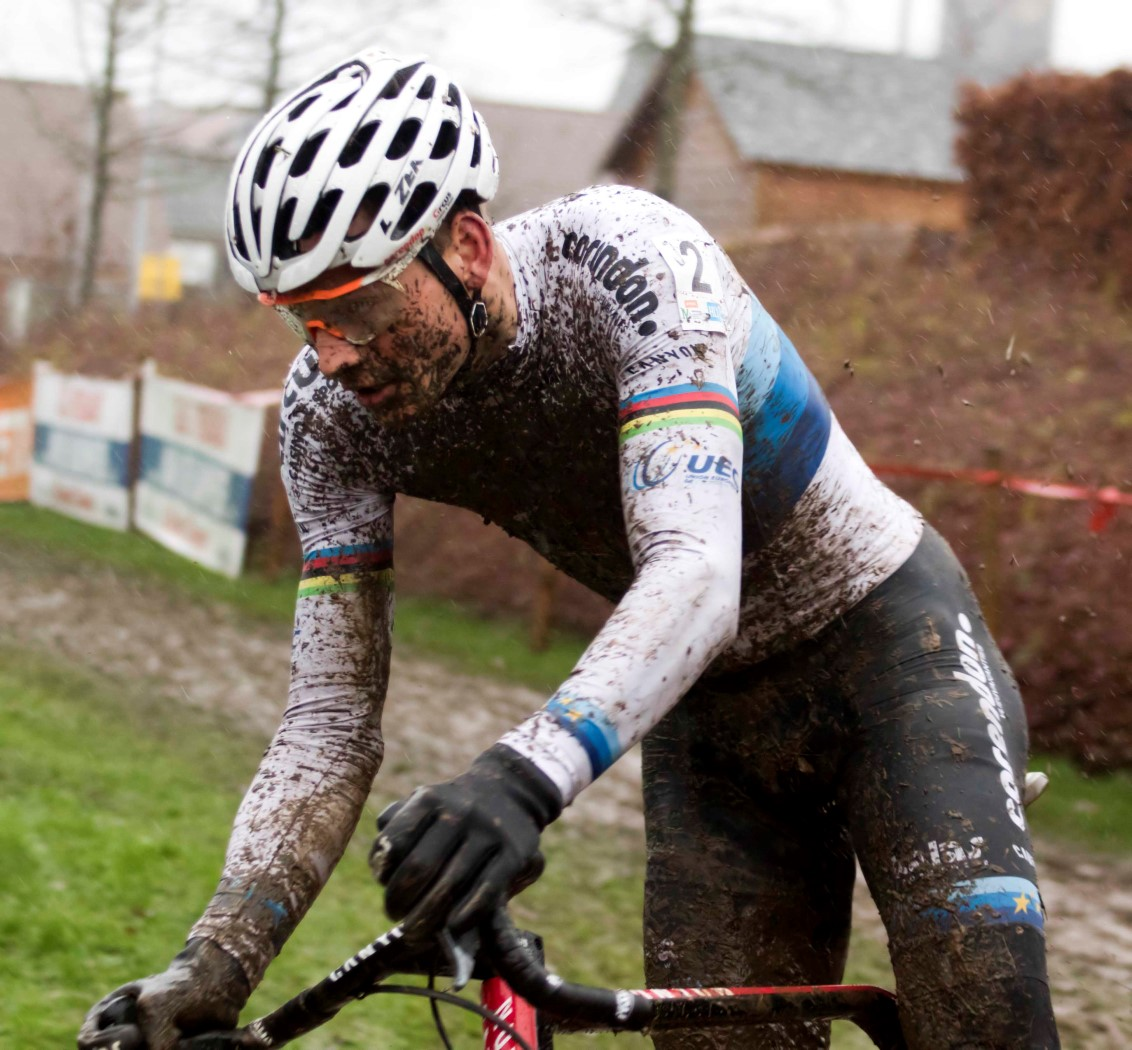
Rekordsieger Mathieu van der Poel beim Cyclocross Otegem 2018

Der Cyclocross Otegem ist ein Cyclocrossrennen, das im belgischen Ort Otegem ausgetragen wird.

## Geschichte
Das Rennen wird seit 1969 ausgerichtet. Es findet rund um den Sportplatz sowie die Straßen und Grünflächen des Orts statt, jeweils Anfang Januar an einem Montag. Dieser ungewöhnliche Termin geht auf einen in Belgien üblichen katholischen Feiertag zurück, der jeweils auf den ersten Montag nach dem Dreikönigsfest fällt. Nach dem Namen dieses Festes trägt das Rennen auch den Beinamen Weversmisdagcross. Allerdings wird es inzwischen grundsätzlich am Montag nach den belgischen Meisterschaften ausgetragen, die auch eine Woche später sein können.
Das Rennen ist unabhängig organisiert, gehört also zu keiner der großen Rennserien und wird nicht im Fernsehen übertragen. Eine gewisse mediale Aufmerksamkeit bezieht es aus zwei Quellen: Zum einen ist es für den frischgebackenen belgischen Meister eine erste Gelegenheit, sein Meistertrikot im Rennen zu tragen. Zum anderen gilt das Rennen auch als Meisterschaft der Provinz Westflandern; das Podium besteht aus den drei höchstplatzierten Fahrern der Provinz.
Für andere Fahrer ist Otegem eine Gelegenheit, sich nach einem misslungenen Meisterschaftsrennen zu rehabilitieren. Dies gelang unter anderem Wout van Aert, der 2014 hier das erste Elite-Rennen seiner Karriere gewann, nachdem er am Vortag bei den Meisterschaften wegen Fehlstarts disqualifiziert worden war.
1979 wurde der Cross aus Witterungsgründen abgesagt. 2020 und 2021 fiel er der Corona-Pandemie zum Opfer.
Rekordsieger bei den Männern ist Mathieu van der Poel mit fünf Erfolgen. Im Frauenrennen, das seit 2013 ausgetragen wird, gelangen Sanne Cant drei Siege.

## Siegerliste

### Männer
- 1969:  Albert Van Damme
- 1970:  Erik De Vlaeminck
- 1971:  Albert Van Damme
- 1972:  Albert Van Damme
- 1973:  Robert Vermeire
- 1974:  Roger De Vlaeminck
- 1975:  André Geirland
- 1976:  André Geirland
- 1977:  Marc De Block
- 1978:  Leo Arnouds
- 1979: nicht ausgetragen
- 1980:  Johan Ghyllebert
- 1981:  Reinier Groenendaal
- 1982:  Johan Ghyllebert
- 1983:  Johan Ghyllebert
- 1984:  Paul De Brauwer
- 1985:  Paul Herijgers
- 1986:  Rudy De Bie
- 1987:  Danny De Bie
- 1988:  Axel Moonen
- 1989:  Paul De Brauwer
- 1990:  Wim Lambrechts
- 1991:  Johnny Blomme
- 1992:  Paul De Brauwer
- 1993:  Axel Moonen
- 1994:  Danny De Bie
- 1995:  Peter Willemsens
- 1996:  Paul Herijgers
- 1997:  Marc Janssens
- 1998:  Sven Nys
- 1999:  Sven Nys
- 2000:  Bart Wellens
- 2001:  Erwin Vervecken
- 2002:  Erwin Vervecken
- 2003:  Bart Wellens
- 2004:  Sven Vanthourenhout
- 2005:  Sven Vanthourenhout
- 2006:  Sven Vanthourenhout
- 2007:  Sven Nys
- 2008:  Sven Nys
- 2009:  Niels Albert
- 2010:  Klaas Vantornout
- 2011:  Kevin Pauwels
- 2012:  Kevin Pauwels
- 2013:  Klaas Vantornout
- 2014:  Wout van Aert
- 2015:  Kevin Pauwels
- 2016:  Mathieu van der Poel
- 2017:  Mathieu van der Poel
- 2018:  Mathieu van der Poel
- 2019:  Mathieu van der Poel
- 2020:  Mathieu van der Poel
- 2021–2022: nicht ausgetragen
- 2023:  Laurens Sweeck
- 2024:  Eli Iserbyt
- 2025:  Toon Aerts

### Frauen
- 2013:  Marianne Vos
- 2014:  Helen Wyman
- 2015:  Sanne Cant
- 2016:  Jolien Verschueren
- 2017:  Christine Majerus
- 2018:  Sanne Cant
- 2019:  Denise Betsema
- 2020:  Alicia Franck
- 2021–2022: nicht ausgetragen
- 2023:  Marion Norbert-Riberolle
- 2024:  Marion Norbert-Riberolle
- 2025:  Sanne Cant